# Ellisella funiculina
Ellisella funiculina is een zachte koraalsoort uit de familie Ellisellidae. De koraalsoort komt uit het geslacht Ellisella. Ellisella funiculina werd in 1864 voor het eerst wetenschappelijk beschreven door Duchassaing & Michelotti. 